# خنک‌کننده ترموالکتریک

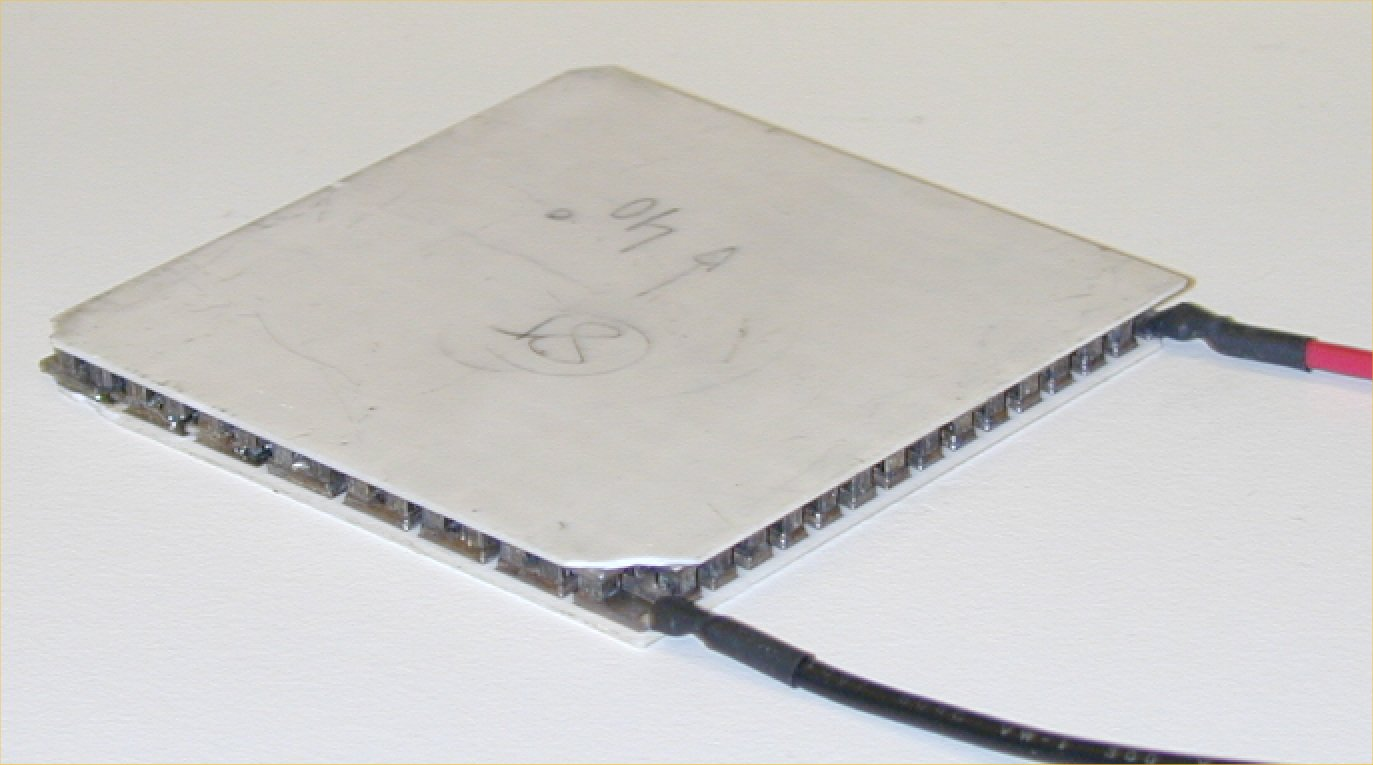
یک خنک‌کننده ترموالکتریک یک ولتی

خنک‌کننده ترموالکتریک از اثر گرمابرقی برای ایجاد یک شار حرارتی بین محل اتصال دو نوع مختلف از مواد استفاده می‌کند.
یک خنک‌کننده پلتیر، بخاری، یا پمپ حرارتی ترموالکتریک یک پمپ حرارتی فعال حالت جامد است که گرما را با مصرف انرژی الکتریکی، بسته به جهت جریان از یک طرف دستگاه به طرف دیگر انتقال می‌دهد. چنین ابزاری همچنین دستگاه پلیتر، پمپ گرما پلتیر، یخچال حالت جامد یا کولرهای حرارتی (TEC) نامیده می‌شود. می‌توان آن را هم برای گرم کردن یا خنک کردن استفاده کرد، اگر چه در عمل برنامه اصلی خنک‌کننده است.
همچنین می‌تواند به عنوان یک کنترل‌کننده درجه حرارت که یا گرم می‌کند یا سرد، استفاده کرد. این فناوری به مراتب کمتر برای خنک کاری استفاده می‌شود تا خنک کاری گاز فشرده.
مزایای اصلی یک خنک‌کننده پلتیر درمقایسه با یک یخچال بخار فشرده، عدم حرکت قطعات آن یا مایع در گردش، عمر بسیار طولانی، آسیب‌ناپذیری به نشت، اندازه کوچک، و شکل انعطاف‌پذیرآن است. معایب اصلی آن عبارتند از هزینه بالا و بهره‌وری قدرت ضعیف است. بسیاری از محققان و شرکت‌ها در حال تلاش برای توسعه خنک‌کننده‌های پلتیر ارزان و کارآمد هستند.
یک خنک‌کننده پلتیر همچنین می‌تواند به عنوان یک ژنراتور ترموالکتریک استفاده شود.
هنگامی که به عنوان یک خنک‌کننده عمل می‌کند، یک ولتاژ در سراسر دستگاه اعمال می‌شود، و به عنوان یک نتیجه، یک تفاوتی در درجه حرارت بین دو طرف ایجاد خواهد شد.
هنگامی که به عنوان یک ژنراتور عمل می‌کند، یک طرف از دستگاه به یک دمای بالاتر از دمای طرف دیگر گرم می‌شود، و به عنوان یک نتیجه، یک تفاوت در ولتاژ دو طرف دستگاه ایجاد خواهد شد (اثر سیبک).
با این حال، با توجه به طراحی متفاوت و بسته‌بندی مورد نیاز، یک خنک‌کننده پلتیر که به خوبی طراحی شده، یک ژنراتور حرارتی متوسط و بالعکس خواهد بود.

## اصول عملکرد
خنک‌کننده‌های ترموالکتریک توسط اثر پلتیر عمل می‌کنند (که همچنین با نام کلی تر اثر حرارتی نوشته می‌شود). این دستگاه دارای دو طرف است، و هنگامی که یک جریان الکتریکی DC از طریق دستگاه جریان می‌یابد، حرارت را از یک طرف به طرف دیگر می‌برد به طوری که یک طرف سردتر می‌شود در حالی که طرف دیگر گرم تر می‌شود. سمت گرم به یک چاهک حرارت متصل است به طوری که در دمای محیط باقی می‌ماند، در حالی که طرف سرد به دمای زیر دمای اتاق می‌رود. در برخی از برنامه‌های کاربردی تعداد متعددی خنک‌کننده برای دماهای پایین‌تر می‌توانند باهم به صورت آبشاری شوند.

### ساختمان
دو نیمه هادی منحصر به فرد، یکی از نوع n و یکی از نوع p، استفاده می‌شود زیرا آن‌ها نیاز به تراکم الکترون متفاوتی دارند. نیمه هادی‌ها به صورت حرارتی به موازات یکدیگر و به صورت الکتریکی سری قرار داده شده‌اند و سپس در هر طرف با یک صفحه هدایت‌کننده حرارتی متصل می‌شوند. هنگامی که یک ولتاژ به دو سر آزاد نیمه هادی‌ها اعمال می‌شود، یک جریان DC از وسط محل اتصال نیمه هادی‌ها به وجود می‌آید که باعث ایجاد اختلاف دما می‌شود. طرف با صفحه خنک‌کننده گرما را جذب می‌کند که سپس به طرف دیگر دستگاه که چاهک حرارتی وجود دارد، انتقال می‌یابد. خنک‌کننده‌های ترموالکتریک (مختصر شده آن، TECها) معمولاً در کنار هم متصل شده و بین دو بشقاب سرامیکی قرار می‌گیرند.
بعضی از فواید استفاده از TECها عبارتند از:
- بدون قطعات متحرک، بنابراین نگهداری کمتری مورد نیاز است.
  - بدون کلروفلوئوروکربن (CFC)
    - کنترل دما در کسری از یک درجه می‌تواند حفظ شود
      - شکل انعطاف‌پذیر (فاکتور فرم)؛ به‌طور خاص، آن‌ها می‌توانند اندازه بسیار کوچکی داشته باشند
        - می‌تواند در محیط استفاده شود که کوچکتر هستند یا خیلی خشک‌تر از تبرید قراردادی
          - عمر طولانی، با میانگین زمان بین خرابی (MTBF) بیش از ۱۰۰٫۰۰۰ ساعت
            - کنترل از طریق تغییر ولتاژ ورودی / جاری

برخی از معایب [۴] استفاده از یک TEC عبارتند از:
- فقط یک مقدار محدود از شار حرارتی قادر به پراکنده شدن است.
  - طبقه‌بندی شده به کاربردهایی با شار حرارتی کم
    - ناکارامد از نظر ضریب عملکرد، به عنوان سیستم‌های بخار فشرده

## عملکرد
یک TEC تک مرحله به‌طور معمولاً حداکثر اختلاف دمای ۷۰ درجه را بین قسمت گرم و سرد ایجاد خواهد کرد. هرچه گرمای بیشتری که با استفاده از TEC انتقال می‌یابد بهره‌وری کمتری به وجود می‌آورد، زیرا TEC نیاز به پراکنده کردن گرمایی که انتقال می‌یابد و هم گرمایی که خودش با استفاده از مصرف برق ایجاد می‌کند، دارد. مقدار حرارتی که می‌تواند جذب شود متناسب با جریان و زمان است.
```
 Q=PIt
```

که در آن P ضریب پلتیر ،I جریان و t زمان است. ضریب پلیتر وابسته به درجه حرارت و موادی است که TEC از آن ساخته شده‌است.
در کاربردهای خنک‌کننده، اتصالات حرارتی حدود ۴/۱ بهره‌وری در مقایسه با وسایل معمولی را دارند (در مقایسه با ۴۰–۶۰٪ بدست آمده ازسیستم گردش تراکم معمولی (سیستم‌های معکوس رانکین از فشرده سازی/انبساط استفاده می‌کنند)، آن‌ها در حدود ۱۰–۱۵٪ بهره‌وری چرخه ایده‌آل کارنو را ارائه می‌دهند) با توجه به این بهره‌وری پایین‌تر، خنک‌کننده ترموالکتریک به‌طور معمول فقط در محیط‌هایی استفاده می‌شود که طبیعت حالت جامد (بدون قطعات متحرک، تعمیر و نگهداری کم، اندازه جمع و جور، و عدم حساسیت جهت‌گیری) مهم‌تر از بهره‌وری خالص است.
عملکرد خنک‌کننده (ترموالکتریک) پلیتر تابعی از درجه حرارت محیط، عملکرد مبدل حرارتی (چاه حرارتی) سمت سرد و گرم، بار حرارتی، هندسه واحد پلیتر (گرماسنج)، و پارامترهای الکتریکی پلتیراست.
الزامات برای مواد ترموالکتریک:
- نیمه هادی‌های باریک گاف به خاطر عملکرد دمای اتاق
  - عناصر سنگین به دلیل تحرک بالا و هدایت حرارتی کم
    - سلول واحد بزرگ، ساختار پیچیده
      - بسیار ناهمسانگرد یا بسیار متقارن
        - ساخته‌های پیچیده

مواد ترموالکتریک مشترک به عنوان نیمه هادی استفاده می‌شود شامل بیسموت تلورید، سرب تلورید، ژرمانیوم و سیلیسیوم و آلیاژهای بیسموت آنتیموان است. از این بیسموت تلورید است که اغلب استفاده می‌شود. مواد جدید با عملکرد بالا برای خنک‌کننده ترموالکتریک به صورت فعال در حال تحقیق‌اند.

### موارد استفاده
خنک‌کننده‌های ترموالکتریک در برنامه‌های کاربردی که نیاز به حذف حرارت زائد از یک میلی وات تا چند هزار وات دارد استفاده می‌شود. آن‌ها می‌توانند برای برنامه‌های کاربردی کوچک به عنوان یک خنک‌کننده نوشیدنی‌ها یا کاربردهای بزرگ مانند یک زیر دریایی یا ماشین‌های راه‌آهن استفاده بشوند.TECها عمر محدودی دارند. قدرت سلامت آن‌ها را می‌توان با تغییر مقاومت AC آن‌ها (ACR) اندازه‌گیری کرد. هنگامی که یک TEC کهنه یا فرسوده می‌شود ACR آن افزایش خواه یافت.

#### محصولات مصرفی
عناصر پلتیر معمولاً در محصولات مصرفی استفاده می‌شود. به عنوان مثال، عناصر پلتیر در کمپینگ، کولرهای قابل حمل، خنک‌کننده قطعات الکترونیکی و ابزار کوچک استفاده می‌شود. اثر خنک‌کننده پمپ حرارتی پلیتر همچنین می‌تواند برای استخراج آب از هوا در دستگاه رطوبت گیر استفاده شود.
یک خنک‌کننده الکتریکی کمپینگ/ماشین به‌طور معمول می‌تواند دما را تا ۲۰ درجه سانتی گراد (۳۶ درجه فارنهایت) زیر دمای محیط کاهش دهد. ژاکت‌های کنترل آب و هوا شروع به استفاده از عناصر پلیتر می‌کنند خنک‌کننده‌های ترموالکتریک به جای چاه‌های حرارتی ریزپردازنده‌ها استفده می‌شود. آن‌ها همچنین برای خنک‌کننده‌های شراب استفاده می‌شوند.

## علم و تصویربرداری
عناصر پلتیر در دستکاه‌های علمی استفاده می‌شود. آن‌ها یک جزء مشترک در سیکلرهای حرارتی هستند، که مورد استفاده برای سنتز DNA توسط واکنش زنجیره‌ای پلیمر (PCR)، یک تکنیک بیولوژیکی مولکولی مشترک که نیازمند گرم شدن سریع و خنک شدن مخلوط واکنش برای دناتوراسیون چاشنی بازپخت و چرخه‌های سنتز آنزیمی هستنتد.
با مداربازخورد، عناصر پلتیر می‌توانند برای پیاده‌سازی کنترل درجه حرارت بسیار پایدار استفاده شوند که درجه حرارت مورد نظر را در درون ± ۰٫۰۱ °C نگه می‌دارند. چنین ثباتی ممکن است در برنامه‌های کاربردی دقیق لیزری برای جلوگیری از جمع شدن طول موج لیزرهمچنانکه دمای محیط تغییر می‌کند، استفاده شود.
این اثر برای کاهش تغییرات دما در ماهواره‌ها و سفینه‌های فضایی ناشی از تابش مستقیم نور خورشید در یک طرف سفینه، توسط اتلاف گرما بر طرف سایه سرد که به عنوان تابش حرارتی به فضا از بین می‌رود، استفاده می‌شود. از سال ۱۹۶۱، برخی از فضاپیماهای بدون سرنشین (از جمله مریخ نورد) از ژنراتورهای ترموالکتریک رادیوایزوتوپ استفاده می‌کنند (RGTها) که انرژی حرارتی را با استفاده از اثر Seebeck به انرژی الکتریکی تبدیل می‌کنند. دستگاه‌ها می‌توانند هنگامیکه با فروپاشی مواد رادیواکتیو با انرژی بالاسوخت رسانی می‌شوند، چندین دهه دوام داشته باشند.
آشکارسازهای فوتون مانند CCDها در تلسکوپ، طیف، یا دوربین‌های دیجیتال بسیار بالا اغلب توسط عناصر پلیتر خنک کاری می‌شوند. این مسئله با توجه به نویز حرارتی موجب کاهش شمار نقطه تاریک شود. یک نقطه تاریک زمانی پدید می‌آید که یک پیکسل یک الکترون ناشی از نوسانات حرارتی و نه از فوتون را ثبت می‌کند. در عکس‌های دیجیتال گرفته شده در نور کم، این‌ها به عوان لکه پدیدار می‌شوند (یا اختلال پیکسل).
خنک‌کننده‌های ترموالکتریک می‌توانند برای خنک کردن قطعات کامپیوتری برای نگه داشتن دما در محدودهٔ دمای طراحی، یا حفظ عملکرد پایدار هنگام اورکلاکینگ استفاده شوند. یک خنک‌کننده پلیتر با چاهک حرارتی یا waterblock می‌تواند یک تراشه را خنک کند و به زیر دمای محیط برساند. در کاربردهای فیبر نوری که طول موج لیزر یا یک جزء به شدت وابسته به درجه حرارت است، خنک‌کننده‌های پلیتر همراه با یک مقاومت گرمایی در یک حلقه بازخورد برای حفظ یک درجه حرارت ثابت و در نتیجه ایجاد ثبات در طول موج دستگاه، استفاده می‌شوند.
برخی از تجهیزات الکترونیکی برای استفاده‌های نظامی در زمینه خنک کاری ترموالکتریکی در نظر گرفته شده‌است.